# Sint-Jan (Wingene)

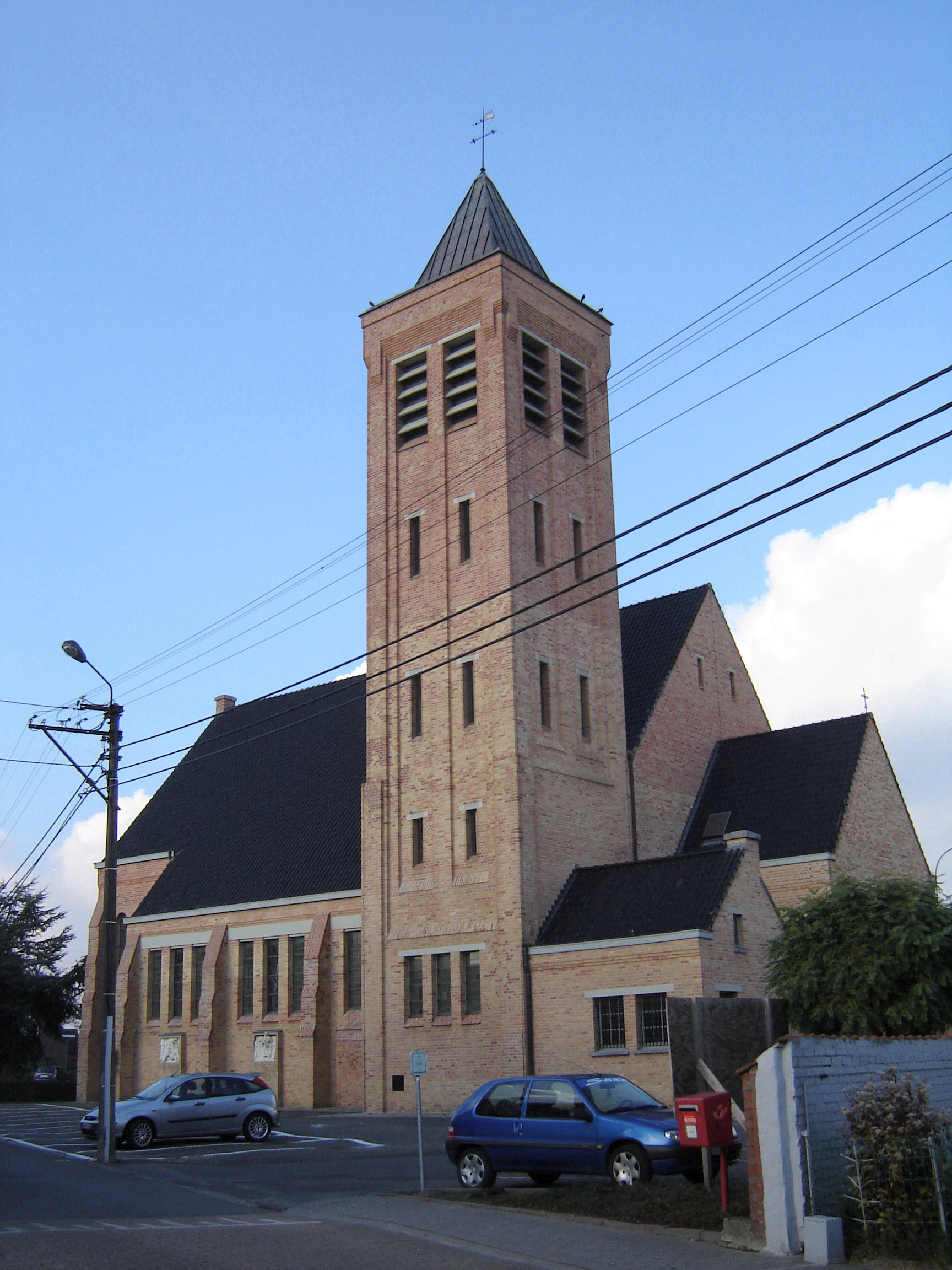
Sint-Jan Baptistkerk

Sint-Jan is een parochie in de Belgische gemeente Wingene. De parochie ligt zo'n 2,5 km ten oosten van het centrum van Wingene en bestaat uit lintbebouwing langs de Keukelstraat en Balgerhoekstraat. Het is net als de parochie Wildenburg in Wingene en Doomkerke en Kruiskerke in Ruiselede een van de jonge parochies in het landelijk gebied in het noorden van Wingene en Ruiselede.

## Geschiedenis
Het gebied ten noorden van Wingene was eeuwenlang een uitgestrekt veldontginningsgebied. In deze gebieden was het oorspronkelijke bos verdwenen, maar de onvruchtbare gronden werden ook niet gebruikt voor landbouw. Ze bestonden uit moerassen, broeken of heide en werden onder meer gebruikt voor het sprokkelen van hout, turfwinning en begrazing. De Ferrariskaart uit de jaren 1770 toont hier nog een landelijk, in het noorden onontgonnen, gebied.
In de 19de eeuw werd dit gebied uiteindelijk ook verkaveld en in cultuur gebracht. In 1818 werd op de plaats van het latere gehucht Sint-Jan een veldschooltje opgericht. Op de Atlas der Buurtwegen van halverwege de 19de eeuw is de omgeving nog steeds landelijk met slechts een sporadische bebouwing. Hier groeide een gehucht en in 1845 vroegen de bewoners al de oprichting van een hulpparochie. In 1862 werd het klooster Sint-Jan gesticht.
Uiteindelijk werd de parochie Sint-Jan in 1913 opgericht, in een gebied dat ongeveer overeenkwam met de gehuchten "Hekke", "Platte Beurze", "Veld" en "Haze". In de kapel van het klooster hield men de eerste erediensten, maar die moest men verlaten door de Duitse bezetting in de Eerste Wereldoorlog. In 1921 kreeg Sint-Jan een eigen begraafplaats. De huidige Sint-Jan-Baptistkerk kwam er in 1937.
Bovenop de kerk staat geen haan als windwijzer, zoals gebruikelijk is, maar een lam. De patroonheilige van de kerk, Sint-Johannes-de-Doper, wordt bijna steeds afgebeeld met een lam in zijn nabijheid.
Dit ongebruikelijk item maakte het voorwerp uit van "Radio 2 (Vlaanderen) " mysteries" in de week van 26 juli 2021, waarbij de (West-Vlaamse) luisteraars naar hun medewerking werd gevraagd om dit "mysterie" op te lossen. 

## Bezienswaardigheden
- de Sint-Jan Baptistkerk
- de pastorie, in oorsprong uit de eerste helft van de 19de eeuw

## Natuur en landschap
Sint-Jan ligt op de grens van Zandig Vlaanderen en Zandlemig Vlaanderen op een hoogte van ongeveer 20 meter.

## Nabijgelegen kernen
Wingene, Wildenburg, Doomkerke, Schuiferskapelle
Deelgemeenten: Ruiselede · Wingene · Zwevezele

Overige kernen: Doomkerke · Hille · Kruiskerke · Scheewege · Sint-Jan · Wildenburg

Belgische gemeenten · Arrondissement Tielt · West-Vlaanderen · Vlaanderen